# Права ЛГБТ в Угорщині
Гомосексуальні стосунки в Угорщині легальні з 1961 року. У 2002 році був затверджений єдиний вік сексуального згоди — 14 років.
У 2000 році Конституційний суд Угорщини визнав, що заборона на дискримінацію включає також заборону дискримінації за ознакою сексуальної орієнтації. Антидискримінаційне законодавство існує в законі «Про охорону здоров'я» з 1997 року. Закон 2003 року «Про рівне ставлення й заохочення рівних можливостей» забороняє дискримінацію на основі сексуальної орієнтації та гендерної ідентичності у сфері зайнятості, освіти, житла, здоров'я та доступу до товарів і послуг. У 2009 році вступив у дію закон, що дозволяє в Угорщині одностатеві цивільні союзи .
У 2012 році вступила в силу нова редакція Конституції Угорщини, де було встановлено конституційні заборони на одностатеві шлюби та позасімейне усиновлення (усиновлення дітей одностатевими парами або батьками-одинаками).
Крім того, було запроваджено конституційну регламентацію спрямованості шкільної освіти на національну ідентичність та християнську культуру (відповідна поправка до Конституції Угорищни була прийнята у 2020 році)
19 травня 2020 році в Угорщині став чинним закон, який де-факто унеможливив зміну статі в юридичному просторі.
1 липня 2021 році набула чинності законодавча заборона демонстрації неповнолітнім інформації, що стосується гомосексуальності та зміни статі. Від цього часу запроваджено спеціальну державну сертифікацію для організацій, які мають право проводити навчальні заняття, що стосуються статевого виховання, профілактики наркоманії, користування Інтернетом та будь-яких інших тем, пов'язаних з фізичним і психічним розвитком дітей. Зокрема це стосується і комерційної реклами. Обов'язковим є позначення і нормування до трасляції рекламних роликів, які не рекомендується до перегляду неповнолітнім.